# Neurigona magnipalpa
Neurigona magnipalpa är en tvåvingeart som beskrevs av Stefan Naglis 2003. Neurigona magnipalpa ingår i släktet Neurigona och familjen styltflugor.
Artens utbredningsområde är Costa Rica. Inga underarter finns listade i Catalogue of Life.